# Seymour, Iowa
Seymour är en ort i Wayne County i Iowa. Vid 2010 års folkräkning hade Seymour 701 invånare.